# Symfonie nr. 10 (Mahler)
De Tiende Symfonie in Fis-majeur is de laatste compositie waaraan de Boheems-Oostenrijkse componist Gustav Mahler is begonnen in 1910, maar die hij door zijn dood in 1911 niet kon voltooien.
Mahler had een schets gemaakt van de totale symfonie. Omdat hij nog delen van zijn 9e symfonie wilde herzien, stopte hij met het werk aan de 10e. Mahler stierf op 18 mei 1911 voordat hij de symfonie kon afmaken.
Mahler heeft het eerste deel, het Adagio vrijwel geheel kunnen orkestreren, evenals het grootste gedeelte van het tweede deel en de eerste 30 maten van het korte centrale deel Purgatorio. De rest stond al wel op papier, maar globaal genoteerd (slechts melodielijnen), met nog lang niet voldoende aanwijzingen om door een symfonieorkest te kunnen worden uitgevoerd. 

## Uitvoeringsversies

### Eerste uitvoeringen van twee delen
Alma Mahler, zijn weduwe, bewaakte het manuscript van de Tiende angstvallig. Ze had het laten inlijsten en wilde absoluut voorkomen dat iemand de muziek zou willen uitvoeren. Die houding veranderde in 1923, toen ze toch te kennen gaf dat de afgeronde gedeelten gespeeld zouden moeten worden. Zij vroeg aan Ernst Křenek om te onderzoeken of dat mogelijk was. Zijn conclusie was dat het openingsdeel (Adagio) en het Purgatorio (deel 3) met geringe moeite speelklaar gemaakt konden worden. Het eerste Scherzo (deel 2) vond Křenek niet ver genoeg gevorderd en van het tweede Scherzo (deel 4) en de Finale (deel 5) stond te weinig op papier.
Op 12 oktober 1924 ging Křeneks versie van het eerste en derde deel in Wenen in première onder leiding van Franz Schalk. Alma's voorkeur ging echter uit naar Willem Mengelberg, de dirigent van zowel het Amsterdamse Concertgebouworkest als de New York Philharmonic. Hij gold op dat moment als de grootste Mahler-autoriteit. Na zijn aanvankelijk lauwe reactie op Alma's herhaalde aandringen dirigeerde Mengelberg de beide delen inderdaad op 27 en 30 november 1924 in Amsterdam en in de loop van december ook in Arnhem, Den Haag en Rotterdam. Alma (die geen van deze uitvoeringen heeft bijgewoond) had hem de vrije hand gegeven en hij bewerkte Křeneks versie naar eigen goeddunken. In het Adagio voegde hij slagwerk toe en liet hij de instrumentatie naar zijn aanwijzingen uitwerken door Cornelis Dopper, die zich nauwgezet kweet van deze taak. In het Purgatorio voegden ze partijen toe.
Het eerste deel is een tijd lang als los muziekstuk uitgevoerd in de versie van Ernst Křenek. De Mengelberg/Dopper-versie verdween uit het oog. Mengelberg zelf heeft hem nooit meer gedirigeerd en ook niet meegenomen naar New York. Jaap van Zweden maakte er in 2022 voor Naxos een cd-opname van met het Hong Kong Philharmonic Orchestra.

### Deryck Cooke en latere uitvoeringsversies
De Britse musicoloog Deryck Cooke heeft in samenwerking met dirigent en componist Berthold Goldschmidt, aan de hand van Mahlers notities, een versie van alle vijf delen gemaakt die geschikt is voor uitvoering. De eerste uitvoering vond plaats op 13 augustus 1964 tijdens een concert van de Londense Proms door het London Symphony Orchestra onder leiding van Goldschmidt. Daarna heeft Cooke zijn versie nog gereviseerd met de broers Colin en David Matthews. De eerste publicatie en uitvoering hiervan vonden plaats in 1972. 
De versie van Cooke, die zelf altijd benadrukt heeft dat het slechts gaat om een "performing version" van de nagelaten schetsen en uitdrukkelijk geen "voltooiing" van de symfonie, wordt door sommigen als definitief beschouwd. De symfonie in de bewerking van Cooke c.s. werd voor het eerst opgenomen in 1965 door Eugene Ormandy en het Philadelphia Orchestra, en werd later uitgevoerd en opgenomen door vele dirigenten, onder wie Simon Rattle met zowel het Bournemouth Symphony Orchestra als de Berliner Philharmoniker, en Riccardo Chailly met het Radio Symphonie Orchester Berlin. Een uitvoering door het Concertgebouworkest onder leiding van Rattle werd door critici niet als volledig geslaagd beschouwd: dirigent (nog zeer jong) en orkest (behoudend) waren onvoldoende op elkaar ingespeeld. 
Ook anderen hebben een poging gewaagd de Tiende symfonie geschikt te maken voor uitvoering. Een voorbeeld is de versie van de Russisch-Zwitserse Rudolf Barschai, opgenomen onder diens leiding in 2007. De versie van de Amerikaan Remo Mazzetti Jr. ging in 1989 in Utrecht in première onder Gaetano Delogu met het Radio Filharmonisch Orkest, en werd in 1993 opgenomen door Leonard Slatkin. Op 22 september 2001 ging in Perugia een nieuwe uitvoeringsversie van de Italiaanse musicologen Giuseppe Mazzuca en Nicola Samale in première door de Wiener Symphoniker onder leiding van Martin Sieghart. Deze uitvoeringsversie is gespeeld door Het Gelders Orkest, ook onder Sieghart, in december 2007 en opnieuw in februari 2010.
Sommige dirigenten willen niets te maken hebben met de uitvoeringsversies van de Tiende symfonie. Mahlerspecialist Bernard Haitink bijvoorbeeld wilde alleen het openingsdeel dirigeren. De andere delen waren hem te hypothetisch en het was volgens hem een onbeantwoordbare vraag hoe het eindresultaat geworden zou zijn als Mahler in staat was geweest het werk zelf te voltooien. Dat een diversiteit aan musicologische inzichten heeft geleid tot minstens vijf versies, draagt voor de luisteraars niet bij tot een eenduidige indruk van de richting die Mahler mogelijk had willen inslaan met zijn laatste compositie, temeer daar hij onderdelen van zijn wel voltooide werken vaak nog herzag.

## Delen
1. Adagio - 275 maten, geheel georkestreerd
2. Scherzo. Schnelle Viertel (Snelle kwarten) - 522 maten, gedeeltelijk georkestreerd
3. Purgatorio. Allegretto moderato - 170 maten, waarvan de eerste 30 georkestreerd
4. Scherzo. Allegro pesante. Nicht zu schnell Niet te snel - 579 maten, niet georkestreerd
5. Finale. Langsam, schwer. Langzaam, zwaar. 400 maten, niet georkestreerd

Symfonieën: Symfonie nr. 1, Titan · Symfonie nr. 2, Auferstehung · Symfonie nr. 3 · Symfonie nr. 4 · Symfonie nr. 5 · Symfonie nr. 6, Tragische · Symfonie nr. 7 · Symfonie nr. 8, Sinfonie der Tausend · Das Lied von der Erde · Symfonie nr. 9 · Symfonie nr. 10 (onvoltooid)

Orkestliederen: Das klagende Lied (cantate) · Lieder eines fahrenden Gesellen · Rückertlieder · Kindertotenlieder · Lieder aus "Des Knaben Wunderhorn"
- Bibliothèque nationale de France: cb15501886q (data)
- Gemeinsame Normdatei: 300098111
- MusicBrainz work: ada92c4e-c4b3-406e-a8c7-136e61f3a6b7
- Virtual International Authority File: 315222819